# Pat Riordan
Pat Riordan (ur. 30 września 1979 r. w mieście London w Ontario) – kanadyjski rugbysta występujący na pozycji młynarza. Na co dzień Riordan gra w klubie Burnaby Lake oraz reprezentacji Kanady, której jest kapitanem.

## Kariera klubowa
Riordan zaczął uprawiać rugby w dziewiątej klasie Newton Junior Secondary School, kontynuując treningi w Tamanawis Secondary
School. Kiedy został powołany do juniorskiej reprezentacji kraji, zdecydował się porzucić hokej i skupić się na rugby.
Występował w klubie Gold Coast Breakers z Brisbane, po czym na jeden sezon powrócił do kadandy, by reprezentować Kolumbię Brytyjską na poziomie do lat 21. Kolejnym przystankiem Kanadyjczyka była drużyna College Rifles z Auckland. W 2004 roku występował w walijskim Pontypridd R.F.C.
Ze stanową drużyną British Columbia Bears triumfował w zawodach Americas Rugby Championship, grał także w zespole Canada West w rozgrywkach North America 4.
Na co dzień Riordan gra w klubie Burnaby Lake w lidze Kolumbii Brytyjskiej oraz w drużynie Victoria Vikies reprezentującej Uniwersytet Wiktorii.

## Kariera reprezentacyjna
W 1997 roku został powołany do reprezentacji Kanady do lat 17 na serię meczów w Anglii. W reprezentacji Kanady zadebiutował 14 czerwca 2003 roku w meczu przeciw drugiej reprezentacji Anglii.  Pierwszy w pełni oficjalny mecz w kardrze rozegrał 27 maja 2004 roku przeciw Japonii. W 2004 roku wziął udział w Super Powers Cup, a także Churchill Cup.
Od tego czasu rozegrał ponad 40 spotkań, w tym podczas Pucharu Świata w 2007 i 2011 roku. Od 2008 roku Riordan jest kapitanem drużyny spod znaku klonowego liścia.

## Życie prywatne
Oprócz gry w rugby pracuje jako stolarz.